# Мігел Луїш
Мігел Луїш (порт. Miguel Luís, нар. 27 лютого 1999, Коїмбра) — португальський футболіст, півзахисник клубу «Віторія».
Виступав за молодіжну збірну Португалії.

## Клубна кар'єра
Народився 27 лютого 1999 року в місті Коїмбра. Вихованець юнацької команди місцевої «Академіки». 2009 року перейшов до академії лісабонського «Спортінга».
У дорослому футболі дебютував 2017 року виступами за другу команду «Спортінга», а з наступного року почав залучатися до лав основної команди.
6 жовтня 2020 підписав 3-річний контракт з опцією продовження ще на два роки з клубом «Віторія».

## Виступи за збірні
2015 року дебютував у складі юнацької збірної Португалії, взяв участь у 55 іграх на юнацькому рівні, відзначившись 11 забитими голами.
З 2019 по 2020 рік залучався до складу молодіжної збірної Португалії. На молодіжному рівні зіграв у 6 офіційних матчах.

## Досягнення
- Володар Кубка португальської ліги (1):

Спортінг (Лісабон): 2019
- Володар Кубок Португалії (1):

Спортінг (Лісабон): 2019
Збірні
- Чемпіон Європи (U-17): 2016
- Чемпіон Європи (U-19): 2018